# Ideas del Sur
Ideas del Sur fue una productora de medios y servicios argentina de contenidos para televisión y radio. Fue creada el 28 de octubre de 1996 por el presentador y productor de televisión, dirigente deportivo y empresario argentino Marcelo Tinelli.  
El edificio de esta productora fue bautizado con el nombre de Juan Alberto Badía, en homenaje al fallecido también periodista, locutor de radio y presentador de televisión, que además fue padrino televisivo del conductor. 
Dejó de funcionar el 29 de diciembre de 2017, para dar espacio a la nueva productora de Marcelo, LaFlia Contenidos.

## Historia

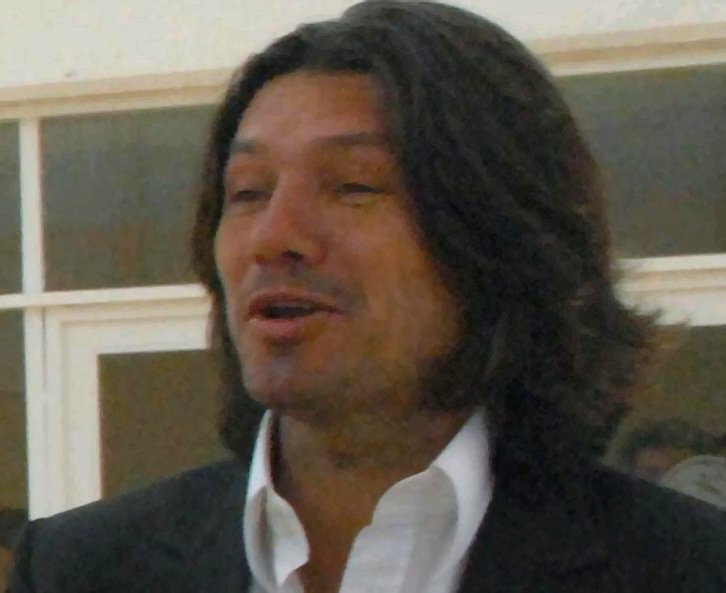
Marcelo Tinelli

Ideas del Sur fue fundada en 1996 por el presentador y productor de televisión y dirgente deportivo Marcelo Tinelli. Las producciones principales de la productora son Videomatch, Ritmo de la noche y Showmatch, todos dentro del prime time. 
Luego produciría programas y telenovelas como Los Roldán (2004-2005), comedia familiar de gran popularidad en Argentina, y Patito Feo (2007-2011), primera producción destinada al público infantil-juvenil y nominada a los Emmy, la cual fue emitida en El Trece y Disney Channel en más de 50 países de América Latina, Europa y Asia, presentando un éxito mundial.
Más tarde empezaría a producir diferentes tipos de formatos como ficción, magacín y programas de entretenimiento destacándose Buenos Vecinos, Costumbres Argentinas, Los Roldán, Todo por 2 Pesos, Totalmente, Fugitivos, Pasapalabra y Números Rojos, convirtiéndose en una de las principales generadoras de contenido en la televisión Argentina. Ideas del Sur también creó programas periodísticos como "El Paparazzi", "Latidos", "Forenses" y "Ser Urbano" y unitarios como "Criminal", "Cuatro Amigas" y "Tumberos".
Al finalizar 2004 y luego de 15 años, Marcelo y su equipo dejan el canal Telefé para pasar a elnueve y, al año siguiente, El Trece. El mayor éxito en niveles de audiencia de la productora y también uno de los primeros programas de la televisión en Argentina es Showmatch. Gracias a eso, el programa gana un Martín Fierro como mejor reality de 2006. Para entonces el Grupo Clarín había adquirido parte del paquete accionario de Ideas del Sur, haciendo que los productos de la productora fueran transmitidos exclusivamente por el mismo canal, propiedad del Grupo.
En 2006, Sebastián Ortega y Pablo Culell, unos de los productores más importantes que tenía la empresa se desvincularon de Ideas del Sur y decidieron crear Underground Contenidos, que fue la productora rival de Ideas del Sur en ese momento.
Desde 2006, Ideas del Sur fue la encargada de llevar al aire la producción de la versión argentina del exitoso reality show de baile de la cadena mexicana Televisa, Bailando por un sueño.
Las oficinas de Ideas del Sur se encuentran en Olleros 3551, Capital Federal, Buenos Aires, Argentina. En octubre de 2013 la productora vendió el 81% del paquete al Grupo Indalo. Desde 2017 la productora tiene nuevas autoridades y comparte el edificio, los estudios y controles centrales con los canales de televisión C5N y CN23.

## Presentadores
A continuación, la lista (por orden año) de las personalidades que han sido presentadores de televisión y los productos:

### Antiguos conductores
- Marcelo Tinelli: Videomatch (1996-2004), Gran Cuñado (2001-2002, 2005, 2009 y 2016), Gran Cuñado VIP (2002 y 2009), 30 segundos de fama (2003-2005), Showmatch (2005-2012 y 2014-2017), El básquet de los famosos (2005), El regalo de tu vida (2006), Cantando por un sueño Argentina (2006-2007), Bailando por un sueño Argentina (2006-2012 y 2014-2017), Patinando por un sueño Argentina (2007-2008) y El musical de tus sueños (2009).
- Matías Martin: Fugitivos (1999-2001) y High School Musical: la selección (2007).
- Alfredo Leuco: Latidos (2001).
- Horacio Cabak: Números rojos (2001).
- Claribel Medina: Pasapalabra (2002).
- Deborah de Corral: Quiero ser famoso por un día (2002).
- Alejandro Lacroix: La Playa (2002-2003).
- Dady Brieva: Dadyvertido (2002) y El gran juego (2006).
- Gastón Pauls: Ser urbano (2003-2004).
- Diego Korol: Estilo K (2004-2005).
- María Laura Santillán: Fiscales, el ojo de la ley (2006).
- Diego Pérez: El gran juego (2006) y Tu mejor sábado (2014-2016) y Tu mejor domingo (2015-2016)
- Carlos Monti: La previa del show (2007-2008).
- Carla Conte: Este es el show (2007-2010) y El casting de la tele (2008-2009).
- José María Listorti: Este es el show (2007-2017), El casting de la tele (2008-2009), Bailando por un sueño Kids (2009), Sábado Show (2010-2012), Soñando por bailar, el debate (2011)  Cantando por un sueño (2011-2012) y Canta si puedes (2016).
- Norberto Jansenson: Noches mágicas (2008).
- Freddy Villareal: Preparen, apueste, juego (2010).
- Zaira Nara: La cocina del show (2010-2011), El desfile del show (2011), Soñando por bailar 2, la previa (2011),  Tu mejor sábado (2014-2016) y Tu mejor domingo (2015-2016).
- Denise Dumas: Este es el show (2010-2012), Sábado show (2010-2012), Cantando por un sueño (2011) y Soñando por bailar 2, el debate (2012).
- Mariano Iudica: La cocina del show (2010-2012), Soñando por bailar, la previa (2011), El desfile del show (2011), Soñando por bailar 2, el debate (2012), Soñando por cantar (2012-2013) y Dale la Tarde! (2013).
- Viviana Canosa: Soñando por bailar (2011).
- Santiago del Moro: Soñando por bailar 2 (2011-2012).
- Sofía Zámolo: La cocina del show (2011-2012).
- Paula Varela: Soñando por bailar, la previa (2011-2012) y Desde la soñada (2012).
- Marcelo "Teto" Medina: La previa del show (2012).
- Florencia Peña: Dale la Tarde! (2013).
- Rodrigo Lussich: La previa del show (2014).
- Nicolás Magaldi: Este es el show (2014) y La cocina del show (2014).
- Silvina Escudero: La cocina del show (2014).
- Marcela Coronel: Viva la tarde (2014-2015).
- Guido Záffora: Viva la tarde (2014-2015).
- Paula Chaves: Este es el show (2014-2017).
- Lourdes Sánchez: El universo de Lourdes (2016-2017).
- Diego Capusotto y Fabio Alberti: Todo por 2 pesos (1999-2002).

## Producciones
A partir de 1999 y hasta 2009 la ficción es uno de los principales pilares de la productora. A partir del 2007 y hasta su disolución en 2017 comienza a dedicarse a los programas de entretenimiento destacándose con distintos programas de telerrealidad y concursos.

### Variedad
| Año                  | Programa              | Conductor                                                                    | Canal              |
| -------------------- | --------------------- | ---------------------------------------------------------------------------- | ------------------ |
| 1996-2004            | El Show de Videomatch | Marcelo Tinelli                                                              | Telefe             |
| 2005-2012, 2014-2017 | Showmatch             | Marcelo Tinelli                                                              | El Nueve /El Trece |
| 2007-2017            | Este es el show       | Denise Dumas, José María Listorti, Paula Chaves y Carla Isabel Conte         | El Trece           |
| 2007-2017            | La previa del show    | Ronen Szwarc y Paula Varela                                                  | Ciudad Magazine    |
| 2008                 | Noches mágicas        |                                                                              | Ciudad Magazine    |
| 2010-2012            | Sábado show           | José María Listorti y Denise Dumas                                           | El Trece           |
| 2010-2014            | La cocina del show    | Zaira Nara, Sofía Zámolo, Mariano Iúdica, Silvina Escudero y Nicolás Magaldi | El Trece           |
| 2011                 | El desfile del show   |                                                                              | El Trece           |
| 2013                 | Dale la tarde!        | Mariano Iúdica y Florencia Peña                                              | El Trece           |
| 2014-2016            | Viva la tarde         | Ronen Szwarc, Marcela Coronel y Guido Zaffora                                | C5N                |
| 2014-2016            | Tu mejor sábado       |                                                                              | El Nueve           |
| 2015-2016            | Tu mejor domingo      |                                                                              | El Nueve           |

### Espectáculos
- El Paparazzi  (Telefe) 1995.
- La Previa del Show (Ciudad Magazine-El Trece) 2007-2017.

### Reality show
- Quiero ser famoso por un día (Telefe) 2002.
- La playa (América TV) 2002-2003.
- High School Musical: La Selección (El Trece-Disney Channel) 2007.
- El casting de la tele (El Trece) 2008-2009.
- Bailando por un Sueño Argentina (El Trece) 2006-2017.
- Cantando por un Sueño Argentina (El Trece) 2006-2012.
- Patinando por un Sueño Argentina (El Trece) 2007-2008.
- El Musical de tus Sueños (versión argentina de El show de los sueños) (El Trece) 2009.
- Bailando por un Sueño Kids (versión de Bailando por un sueño para niños) (El Trece) 2009.
- Soñando por Bailar (El Trece) 2011-2012.
- Soñando por Cantar (El Trece) 2012-2013.
- Canta si puedes (El Trece) 2016.

### Ficción diaria
- Buenos vecinos (Telefe) 1999-2001.
- Rebelde Way (Azul TV-Canal 9-América TV) 2002-2003.
- Costumbres argentinas (Telefe) 2003-2004.
- Los Roldán (Telefe-El Nueve) 2004-2005.
- Collar de Esmeraldas (El Trece) 2006.
- Patito Feo (El Trece-Disney Channel) 2007-2011.
- Atracción x 4 (El Trece-Boomerang) 2008-2009.
- Consentidos (El Trece-Disney Channel) 2009-2010.

### Ficción unitaria
- Okupas (Canal 7) 2000.
- Cuatro amigas (Telefe) 2001.
- Tumberos (América TV) 2002.
- Sol negro (América TV) 2003.
- Disputas (Telefe) 2003.
- Sangre fría (Telefe) 2004.
- Criminal (El Nueve) 2005.

### Humor
- Trucholandia (Telefe) 1996.
- Los Rodríguez (Telefe) 1998.
- Totalmente (Azul TV) 1999-2001.
- Todo por dos pesos (Azul TV-Canal 7) 1999-2002.
- Midachi TV (El Trece) 2006.
- Humor de primera (El Trece) 2010.

### Games shows
- Fugitivos (Telefe) 2000-2001.
- Números rojos (Azul TV) 2001.
- Pasapalabra (Azul TV) 2002.
- Dadyvertido (Telefe) 2002.
- El gran juego (El Trece) 2006.
- Preparen, apuesten, juego (El Trece) 2010.

### Periodísticos
- Latidos (Telefe) 2001.
- Ser urbano (Telefe) 2003-2004.
- Forenses, cuerpos que hablan (El Nueve) 2005.
- Fiscales, el ojo de la ley (El Trece) 2006.

## Productos

### Programas de televisión
| Año       | Título                       | Canal           | Conducción                                                                      |
| --------- | ---------------------------- | --------------- | ------------------------------------------------------------------------------- |
| 1996      | Trucholandia                 | Telefe          | Miguel del Sel                                                                  |
| 1996–2004 | El Show de Videomatch        | Telefe          | Marcelo Tinelli                                                                 |
| 1998      | Los Rodríguez                | Telefe          | Miguel Ángel Rodríguez                                                          |
| 1999–2001 | Fugitivos                    | Telefe          | Matías Martin                                                                   |
| 1999–2002 | Todo × 2$                    | Azul TV Canal 7 | Fabio Alberti y Diego Capusotto                                                 |
| 2001      | Números rojos                | Azul TV         | Horacio Cabak                                                                   |
| 2001      | Latidos                      | Telefe          | Alfredo Leuco                                                                   |
| 2002      | Pasapalabra                  | Azul TV         | Claribel Medina                                                                 |
| 2002      | Quiero ser famoso por un día | Telefe          | Deborah de Corral                                                               |
| 2002      | Dadyvertido                  | Telefe          | Dady Brieva                                                                     |
| 2002–2003 | Ser urbano                   | Telefe          | Gastón Pauls                                                                    |
| 2005      | Showmatch                    | elnueve         | Marcelo Tinelli                                                                 |
| 2005–2006 | Forenses, cuerpos que hablan | elnueve         | Raúl Torre y Osvaldo Raffo                                                      |
| 2006      | Midachi TV                   | eltrece         | Miguel del Sel, Chino Volpato y Dady Brieva                                     |
| 2006      | Fiscales, el ojo de la ley   | eltrece         | María Laura Santillán                                                           |
| 2007–2017 | Este es el show              | eltrece         | José María Listorti y Paula Chaves / Denise Dumas / Carla Conte                 |
| 2007–2017 | La previa del show           | Ciudad Magazine | Ronen Szwarc y Paula Varela                                                     |
| 2008      | Noches mágicas               | Ciudad Magazine | Norberto Jansenson                                                              |
| 2010      | Preparen, apuesten, juego    | eltrece         | Freddy Villareal                                                                |
| 2010–2012 | Sábado show                  | eltrece         | José María Listorti y Denise Dumas                                              |
| 2010–2014 | La cocina del show           | eltrece         | Silvina Escudero y Nicolás Magaldi / Zaira Nara / Sofía Zámolo / Mariano Iúdica |
| 2013      | Dale la tarde                | eltrece         | Mariano Iúdica y Florencia Peña                                                 |
| 2013      | Sábado en casa               | eltrece         | Sergio Lapegüe y Maru Botana                                                    |
| 2014–2016 | Viva la tarde                | C5N             | Marcela Coronel, Ronen Szwarc y Guido Zaffora / Nicolás Magaldi                 |
| 2014–2016 | Tu mejor sábado              | elnueve         | Diego Pérez y Zaira Nara                                                        |
| 2015–2016 | Tu mejor domingo             | elnueve         | Diego Pérez y Zaira Nara                                                        |
| 2016      | Canta si puedes              | eltrece         | José María Listorti                                                             |

### Reality shows
| Año       | Título                                | Canal   | Conducción                            | Ganador(es)                                                                                    |
| --------- | ------------------------------------- | ------- | ------------------------------------- | ---------------------------------------------------------------------------------------------- |
| 2006      | Bailando por un sueño Argentina 1     | eltrece | Marcelo Tinelli                       | Carmen Barbieri, Cristian Ponce y Charly G.                                                    |
| 2006      | Bailando por un sueño Argentina 2     | eltrece | Marcelo Tinelli                       | Florencia de la V, Manuel Rodríguez y Ariel Pastochi                                           |
| 2006      | Cantando por un sueño Argentina       | eltrece | Marcelo Tinelli                       | Iliana Calabró y Ricardo Rubio                                                                 |
| 2006      | Bailando por un sueño Argentina 3     | eltrece | Marcelo Tinelli                       | Carla Conte y Guillermo Conforte                                                               |
| 2007      | High School Musical: la selección     | eltrece | Matías Martin                         | Fernando Dente y Agustina Vera                                                                 |
| 2007      | Bailando por un sueño Argentina 2007  | eltrece | Marcelo Tinelli                       | Celina Rucci y Matías Sayago                                                                   |
| 2007      | Cantando por un sueño Argentina 2007  | eltrece | Marcelo Tinelli                       | Tití Fernández y Micaela Salinas                                                               |
| 2007      | Patinando por un sueño Argentina      | eltrece | Marcelo Tinelli                       | Ximena Capristo                                                                                |
| 2008      | Bailando por un sueño Argentina 2008  | eltrece | Marcelo Tinelli                       | Pampita y Nicolás Armengol                                                                     |
| 2008      | Patinando por un sueño Argentina 2008 | eltrece | Marcelo Tinelli                       | Leonardo Tusam                                                                                 |
| 2009      | El musical de tus sueños              | eltrece | Marcelo Tinelli                       | Silvina Escudero, Damián Duarte, Facundo Mazzei, Rodrigo Escobar, Noelia Marzol y Paola García |
| 2009      | Bailando por un sueño Argentina Kids  | eltrece | José María Listorti / Marcelo Tinelli | Pedro Maurizi, Candela Rodríguez y Mariela «La Chipi» Anchipi                                  |
| 2010      | Bailando por un sueño Argentina 2010  | eltrece | Marcelo Tinelli                       | Fabio «La Mole» Moli, Mariana Conci y Yanina Colome                                            |
| 2011      | Soñando por bailar                    | eltrece | Viviana Canosa                        | Eugenia Lemos                                                                                  |
| 2011      | Bailando por un sueño Argentina 2011  | eltrece | Marcelo Tinelli                       | Hernán Piquín, Noelia Pompa y Mariela «La Chipi» Anchipi                                       |
| 2011      | Cantando por un sueño Argentina 2011  | eltrece | José María Listorti y Denise Dumas    | Patricio Giménez y Pricila Suárez                                                              |
| 2011–2012 | Soñando por bailar 2                  | eltrece | Santiago del Moro                     | Magdalena Bravi y Maro Riccardini                                                              |
| 2012      | Bailando por un sueño Argentina 2012  | eltrece | Marcelo Tinelli                       | Hernán Piquín y Noelia Pompa y Paola García / Mariela «La Chipi» Anchipi                       |
| 2012      | Cantando por un sueño Argentina 2012  | eltrece | José María Listorti y Denise Dumas    | Fabio «La Mole» Moli y Natalie Scalzadonna                                                     |
| 2012–2013 | Soñando por cantar                    | eltrece | Mariano Iúdica                        | Gustavo Remesar                                                                                |
| 2014      | Bailando por un sueño Argentina 2014  | eltrece | Marcelo Tinelli                       | Anita Martínez, Bicho Gómez y Matías Ramos                                                     |
| 2015      | Bailando por un sueño Argentina 2015  | eltrece | Marcelo Tinelli                       | Federico Bal, Laurita Fernández y Matías Napp                                                  |
| 2016      | Bailando por un sueño Argentina 2016  | eltrece | Marcelo Tinelli                       | Pedro Alfonso, Florencia Vigna y Mariano Botindari                                             |
| 2017      | Bailando por un sueño Argentina 2017  | eltrece | Marcelo Tinelli                       | Florencia Vigna, Gonzalo Gerber / Pedro Alfonso, Agustín Casanova y Carla Lanzi                |

### Ficciones
| Año       | Título                | Canal                                | Protagonistas |
| --------- | --------------------- | ------------------------------------ | --- |
| 1999–2001 | Buenos vecinos        | Telefe                               | Moria Casán, Hugo Arana, Claribel Medina, Facundo Arana y Malena Solda                                                                       |
| 2000      | Okupas                | Canal 7                              | Rodrigo de la Serna, Diego Alonso, Ariel Staltari y Franco Tirri                                                                             |
| 2001      | Cuatro amigas         | Telefe                               | Inés Estévez, Paola Krum, Valeria Bertuccelli y Mirta Busnelli                                                                               |
| 2002      | Tumberos              | América TV                           | Germán Palacios, Belén Blanco y Carlos Belloso                                                                                               |
| 2002-2003 | Rebelde Way           | Azul Televisión - elnueve América TV | Luisana Lopilato, Camila Bordonaba, Benjamín Rojas y Camila Bordonaba                                                                        |
| 2003      | Sol negro             | América TV                           | Rodrigo de la Serna, Carlos Belloso y Alejandro Urdapilleta                                                                                  |
| 2003      | Disputas              | Telefe                               | Mirta Busnelli, Belén Blanco, Dolores Fonzi, Julieta Ortega, Florencia Peña, Roly Serrano, Roberto Carnaghi, Marcos Martínez y Nacha Guevara |
| 2003–2004 | Costumbres argentinas | Telefe                               | Carlos Calvo, Ana María Picchio, María Valenzuela y Osvaldo Santoro                                                                          |
| 2004      | Sangre fría           | Telefe                               | Mariano Martinez, Juana Viale, Nicolas Pauls, Alejo Ortiz y Dolores Fonzi                                                                    |
| 2004–2005 | Los Roldán            | Telefe elnueve                       | Miguel Ángel Rodríguez y Claribel Medina |
| 2005      | Criminal              | elnueve                              | Diego Peretti y Inés Estévez |
| 2006      | Collar de Esmeraldas  | eltrece                              | Osvaldo Laport y Carina Zampini |
| 2007–2011 | Patito Feo            | eltrece Disney Channel               | Laura Esquivel y Brenda Asnicar |
| 2008–2009 | Atracción x4          | eltrece Boomerang                    | Gabriel Goity y Carola Reyna |
| 2009–2010 | Consentidos           | eltrece Disney Channel               | Natalie Pérez, Michel Noher, Claribel Medina y Marcelo de Bellis                                                                             |

## Producciones de exportación
Las ingeniosas creaciones de la productora, han hecho que muchas sean exportadas al exterior teniendo amplio éxito siendo una de las productoras de Argentina con mayor cantidad de formatos exportados. A continuación, los productos y sus versiones internacionales.

### Videomatch (1990)
- Chile: El show de VideoMatch Chile (1998) Canal 13
- España: Showmatch (2000) Antena 3

### Los Roldán (2004)
- Colombia: Los Reyes (2005-2006) RCN Televisión
- Chile: Fortunato (2007) Mega
- El Salvador: Los Pérez (2010) TCS
- México: Los Sánchez (2005) TV Azteca-Una familia con suerte (2011-2012) Televisa
- Grecia: I Vasiliades, Οι Βασιλιάδες (2012-2013) Mega Channel
- Rumania
- Turquía
- Rusia
- Italia

### Patito Feo (2007-2008)
- Emitida en más de 50 países de América Latina, Europa y Asia: Patito feo (2007-2008) Disney Channel[3][7][5]
- Adaptaciones: Atrévete a soñar (2009-2010) Televisa

### El Casting de la tele (2008)
- Paraguay: El casting de la tele Telefuturo
- Uruguay: El casting de la tele Teledoce

Baila Argentina "Dancing Nation" (2010).
- Brasil Rede Globo (2012).

Soñando por cantar (2012).
- Italia (2014 o 2015).

## Asociaciones
Durante el 2000 se realiza un convenio con la cadena española Antena 3 para trasladar los formatos Videomatch y Fugitivos en la ciudad.
En 2006, el 30% de Ideas del Sur fue vendido a Artear, por lo que todos sus productos pasaron a emitirse en los canales del Grupo Clarín.
Durante 2006 y 2011, se confirma una importante fusión con Disney (en asociación con Artear) para producir el reality juvenil High School Musical: la selección, el cual rompió records históricos de convocatoria y para exportar productos de éxito masivo a otros países, Patito Feo y Consentidos.
Durante el 2013, el Grupo Indalo compra el 81% de la productora, el 30% perteneciente hasta ese entonces al Grupo Clarín y un 51% a Marcelo Tinelli.